# Porto Velho
Porto Velho – miasto w Brazylii, w Regionie Północnym, stolica stanu Rondônia. Jest położona nad rzeką Madeira, jednym z głównych dopływów Amazonki. Siedziba rzymskokatolickiego arcybiskupa Porto Velho.
W Porto Velho urodził się Moacyr Grechi, brazylijski duchowny katolicki, arcybiskup Porto Velho

## Populacja
- Wykres liczby ludności na podstawie danych zebranych przez Instituto Brasileiro de Geografia e Estatística (w tys.)

## Transport
Siedem kilometrów od miasta znajduje się Port lotniczy Porto Velho, który obsłużył w 2010 roku 716 905 pasażerów. Odbywają się stamtąd loty głównie do innych miast brazylijskich.